# Liste der Monuments historiques in Villers-Marmery
Die Liste der Monuments historiques in Villers-Marmery führt die Monuments historiques in der französischen Gemeinde Villers-Marmery auf.

## Liste der Objekte
| Bezeichnung                 | Beschreibung                                                                          | Standort                        | Kennzeichnung | Schutzstatus | Datum | Bild |
| --------------------------- | ------------------------------------------------------------------------------------- | ------------------------------- | ------------- | ------------ | ----- | ---- |
| Skulptur Heiliger Nikolaus  | Holz, farbig gefasst, 16. Jahrhundert                                                 | in der Kirche Notre-Dame (Lage) | PM51001180    | Classé       | 1908  |      |
| Skulptur Heiliger Quintinus | Holz, farbig gefasst, 15. Jahrhundert                                                 | in der Kirche Notre-Dame (Lage) | PM51001181    | Classé       | 1908  |      |
| Kruzifix                    | Holz, 16. Jahrhundert                                                                 | in der Kirche Notre-Dame (Lage) | PM51003132    | Inscrit      | 1980  |      |
| Linker Seitenaltar          | Retabel und Gemälde Johannes Evangelist; Stein, Ölfarbe auf Leinwand, 18. Jahrhundert | in der Kirche Notre-Dame (Lage) | PM51003618    | Inscrit      | 1989  |      |
| Skulptur Heiliger Remigius  | Stein, farbig gefasst, 16. Jahrhundert                                                | in der Kirche Notre-Dame (Lage) | PM51001179    | Classé       | 1908  |      |
| Skulptur Madonna            | Holz, farbig gefasst, 16. Jahrhundert                                                 | in der Kirche Notre-Dame (Lage) | PM51001178    | Classé       | 1908  |      |